# أرنولف شرودر
أرنولف شرودر (بالألمانية: Arnulf Schröder)‏ هو مخرج وممثل ألماني، ولد في 13 يونيو 1903 بميونخ في ألمانيا، وتوفي بنفس المكان في 22 ديسمبر 1960.

## وصلات خارجية
- أرنولف شرودر على موقع IMDb (الإنجليزية)
- أرنولف شرودر على موقع مونزينجر (الألمانية)
- أرنولف شرودر على موقع قاعدة بيانات الأفلام السويدية (السويدية)
- أرنولف شرودر على موقع قاعدة بيانات الفيلم (الإنجليزية)
- أرنولف شرودر على موقع كينوبويسك (الروسية)